# Hiroki Kōsai
Hiroki Kōsai (香西 洋樹, Kōsai Hiroki) nascido a 8 de fevereiro de 1933, é um astrônomo japonês. Ele é um prolífico descobridor de asteroides.
O asteroide 3370 Kohsai foi assim nomeado em sua honra.